# 대한민국 형법 제29조
대한민국 형법 제29조는 미수범의 처벌에 대한 형법총칙의 조문이다.

## 조문
제29조(미수범의 처벌) 미수범을 처벌할 죄는 각 본조에 정한다.

第29條(未遂犯의 處罰) 未遂犯을 處罰할 罪는 各 本條에 定한다.

## 같이 보기
- 미수